# Arierparagraph
Als Arierparagraph bezeichnet man bestimmte diskriminierende Vorschriften in Gesetzen, Verordnungen und Satzungen staatlicher und nichtstaatlicher Körperschaften (z. B. in Gesetzen zur Beamtenschaft des Staates oder auch einfach eine diskriminierende Vorschrift zur Mitgliedschaft im Regelwerk nichtstaatlicher Zusammenschlüsse), wodurch nur „Arier“ als Mitglieder zugelassen wurden, so etwa mit § 3 des NS-Berufsbeamtengesetzes von 1933. Die auf ein „blutsgebundenes“ biologisches Abstammungskonzept bezogene Unterscheidung zwischen „Ariern“ und „Nicht-Ariern“ ist in den Termini einer Rassenlehre begründet, mit deren Hilfe Bevölkerungsteile stigmatisiert und ausgegrenzt werden.
Im Nationalsozialismus waren Vorschriften dieses Typs gegen den jüdischen Bevölkerungsteil und gegen die Roma-Minderheit gerichtet. Sie hatten Vorläufer in Deutschland und Österreich seit der Ausbreitung antisemitischer und antiziganistischer Vorstellungen und der völkischen Bewegung ab dem letzten Drittel des 19. Jahrhunderts.

## Frühe Arierparagraphen

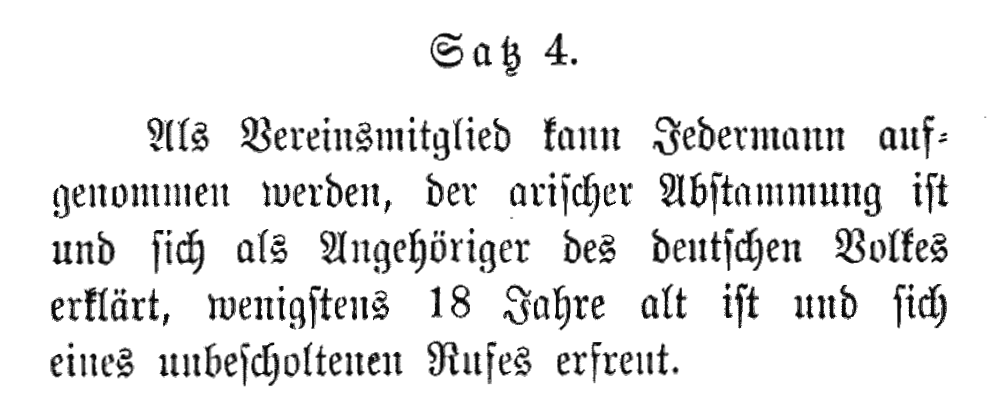
Der Arierparagraph in den Satzungen des Turnvereins Bozen von 1907

Auf Antrag von Rudolf Kolisko, einem Mitglied der Wiener akademischen Burschenschaft Libertas – der Stammverbindung Georg von Schönerers –, wurde in den Statuten der Verbindung bereits Ende 1878 verankert, dass „Juden nicht als Deutsche angesehen werden könnten“ und dieser Gruppe die Mitgliedschaft damit effektiv verwehrt. Die Burschenschaft Libertas war damit die erste Studentenverbindung im gesamten deutschsprachigen Raum, die einen Arierparagraphen eingeführt hatte.
Der österreichische Rassenantisemit Georg von Schönerer erweiterte das Linzer Programm des österreichischen Deutschnationalismus 1885 um einen der frühesten dokumentierbaren Arierparagraphen. Viele deutschnationale Sport-, Gesangs-, Schul- und andere Vereine, Lesezirkel und Studentenverbindungen nahmen seitdem ebenfalls solche Bestimmungen in ihre Satzungen auf.
Zu den Vorreitern zählten auch die alpinen Vereine. Bereits ab den 1890er Jahren führten einzelne Sektionen in Deutschland und Österreich antisemitische Paragraphen in ihren Statuten ein: In Deutschland waren es etwa die Sektionen Mark Brandenburg und die Akademische Sektion München, in Österreich die Alpenvereinssektion Wien (1905) und die Akademische Sektion Wien (1907), der Österreichische Touristenklub Wien (1920), der Gesamtverband des Österreichischen Touristenklubs, der Österreichische Gebirgsverein (1921), der Österreichische Alpenklub (1921) und die Sektion Austria, deren Vorsitzender, der fanatische Antisemit Eduard Pichl, dabei federführend war, den Arierparagraphen im gesamten Deutschen und Österreichischen Alpenverein durchzusetzen. Bis zum Herbst 1921 setzten fast alle österreichischen Sektionen den sogenannten „Arier-Grundsatz“ um. Als Reaktion auf die antisemitischen Bestimmungen wurde im Frühsommer 1921 die Sektion Donauland gegründet.
In der Weimarer Republik beschloss die Deutsche Burschenschaft als Dachverband österreichischer und deutscher Burschenschaften in Eisenach 1920 einen Aufnahmestopp für Juden und verlangte fortan ein Ehrenwort von allen Neumitgliedern, „frei von jüdischem oder farbigem Bluteinschlag“ zu sein und keine jüdischen oder farbigen Ehepartner zu haben oder künftig zu wählen.
Die Deutsche Adelsgenossenschaft akzeptierte seit 1920 nur noch Adelige „reinen deutschen Blutes“ als Mitglieder.
Auch anfangs nicht offen völkische Wehrverbände schlossen nach ideologischen Konflikten um die „Judenfrage“ Menschen jüdischer Abstammung aus: so
- der Stahlhelm (1924)[8] (siehe hierzu Reichsbund jüdischer Frontsoldaten),
- der Jungdeutsche Orden,[8]
- der Nationalverband Deutscher Offiziere,
- der Verband nationalgesinnter Soldaten[8] und
- der Nationalverband Deutscher Soldaten.[8]

Zahlreiche rechtsradikale Wehrverbände waren explizit antisemitisch (einige von ihnen waren Mitglied im Dachverband Vereinigte Vaterländische Verbände Deutschlands) und nahmen keine Juden als Mitglieder auf.

## Zeit des Nationalsozialismus
Am 7. April 1933 erließ die nationalsozialistische Reichsregierung unter Reichskanzler Adolf Hitler das Gesetz zur Wiederherstellung des Berufsbeamtentums, einige Tage nach dem Judenboykott vom 1. April 1933. Paragraph 3 enthielt die Anweisung: Beamte, die nicht arischer Abstammung sind, sind in den Ruhestand zu versetzen. Die Erste Verordnung zu diesem Gesetz vom 11. April 1933 definiert erstmals den Begriff „Nichtarier“: „Als nicht arisch gilt, wer von nicht arischen, insbesondere jüdischen Eltern oder Großeltern abstammt. Es genügt, wenn ein Elternteil oder ein Großelternteil nicht arisch ist.“ (RGBl. I, S. 195) Dabei kam es bei Juden nicht auf die Religion an; Konversion vom jüdischen zum christlichen Glauben war unmaßgeblich; dies war vielmehr das erste explizit rassistische Gesetz des NS-Regimes.
Ziel war die Gleichschaltung des öffentlichen Dienstes durch Entlassung missliebiger, vor allem jüdischer und politisch als oppositionell eingestufter Beamter. Mit dem am selben Tag erlassenen Gesetz über die Zulassung zur Rechtsanwaltschaft, der Verordnung über die Zulassung von Ärzten zur Tätigkeit bei den Krankenkassen vom 22. April und dem Gesetz gegen die Überfüllung deutscher Schulen und Hochschulen vom 25. April wurde der Arierparagraph in der Folgezeit auf immer mehr Bereiche des gesellschaftlichen Lebens ausgedehnt.
Die Einführung des Arierparagraphen war der erste Schritt des NS-Regimes zum gesetzlichen Ausschluss der Juden und anderer sogenannter Nichtarier aus der Gesellschaft und zu ihrer fortschreitenden Entrechtung.
Der zweite Schritt waren die antisemitischen Nürnberger Rassengesetze vom 15. September 1935, durch die auch anfangs noch geltende Ausnahmen wie das Frontkämpferprivileg für jüdische Frontsoldaten des Ersten Weltkriegs abgeschafft wurden. Fortan waren Eheschließungen und außerehelicher Verkehr „zwischen Juden und Staatsangehörigen deutschen oder artverwandten Blutes“ verboten und als „Rassenschande“ strafbar.
Diese Gesetze beruhten auf der Behauptung, eine angebliche „jüdische Rasse“ sei im Gegensatz zur „arischen Rasse“ gekennzeichnet durch minderwertige Eigenschaften, die vererbt würden. Den „zersetzenden Geist“ der „minderwertigen Rasse“ müsse man „mit den Mitteln der Rassenhygiene“ bekämpfen.

### Verbände
Auch nahezu alle Organisationen und Verbände übernahmen seit 1933 Arierparagraphen in ihre Statuten und Regelungen.

### Kirchen
Im Bereich der Deutschen Evangelischen Kirche (DEK) verfügten einige Landeskirchen seit Herbst 1933 analog zum staatlichen Arierparagraphen den Ausschluss von Christen jüdischer Herkunft aus Kirchenämtern: Pfarrer und höhere Kirchenbeamte mussten in den Ruhestand versetzt werden, wenn sie jüdische Eltern oder mindestens ein jüdisches Großelternteil hatten.
Die Generalsynode der Evangelischen Kirche der altpreußischen Union beschloss als erste Leitung einer evangelischen Landeskirche am 6. September 1933 einen solchen kirchlichen Arierparagraphen. Am 12. September 1933 folgte der Thüringer Landeskirchentag mit einem analogen „Gesetz über die Stellung der kirchlichen Amtsträger zur Nation“. Entsprechende Maßnahmen beschlossen in den Folgejahren auch die Landeskirchen in Sachsen, Schleswig-Holstein, Braunschweig, Lübeck, Mecklenburg, Hessen-Nassau und Württemberg. Der Ausschluss betraf etwas über 100 Personen, vor allem Theologen. Die Initiative dazu ging von der Kirchenpartei der Deutschen Christen (DC) aus, die seit den Kirchenwahlen im Juli 1933 einige Synodenmehrheiten und Kirchenleitungen erobern konnten.
Der altpreußische Beschluss veranlasste Martin Niemöller mit weiteren Gegnern der DC zur Gründung des Pfarrernotbundes, dessen Mitglieder den von Dietrich Bonhoeffer angeregten oder formulierten Satz unterschrieben:

„Ich bezeuge, daß eine Verletzung des Bekenntnisstandes mit der Anwendung des Arierparagraphen im Raum der Kirche Jesu Christi geschaffen ist.“

Zugleich sollten sie die jüdischstämmigen Christen vor Angriffen schützen und materiell unterstützen. Die theologischen Fakultäten von Marburg und Erlangen erstellten Gutachten zur Vereinbarkeit des Arierparagraphen mit der Verfassung der DEK; die Marburger verneinten diese, die Erlanger empfahlen nur zurückhaltende Anwendung. 20 deutsche Neutestamentler erklärten, dass ein kirchlicher Arierparagraph nicht vom Neuen Testament legitimiert sei.
Aus dieser Opposition zu den DC ging 1934 die Bekennende Kirche hervor, die mit deren Positionen auch kirchliche Arierparagraphen als gegen das evangelische Glaubensbekenntnis gerichtete Häresie ablehnte. Staatliche Arierparagraphen hingegen betrachteten die meisten evangelischen, auch bekennenden, Christen als politisch erlaubt oder sogar erforderlich.